# 마크 테오도르 부리

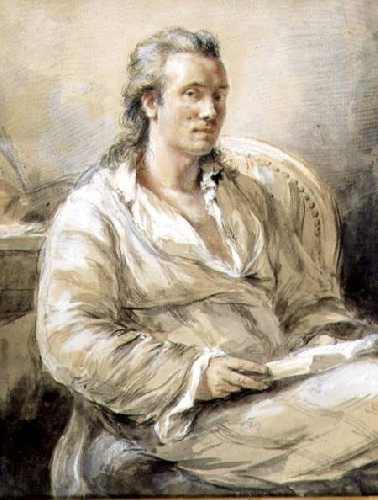
부리의 초상화 (1798) by 장-피에르 생투르

마크 테오도르 부리(프랑스어: Marc-Théodore Bourrit, 1739-1819)는 스위스 제네바 출신의 여행가이자, 작가였다.

## 생애
마크 테오도르 부리는 프랑스 태생이지만 종교와 관련된 이유로 제네바로 피신한 가정에서 태어났다. 그의 아버지는 그곳의 시계공이었고, 그 자신도 고향에서 교육을 받았다. 그는 훌륭한 예술가이자, 에칭가였으며, 또한 목사였기 때문에 그의 훌륭한 목소리와 음악에 대한 사랑 때문에 그는 1768년에 제네바에 있는 성베드로 교회(구 대성당)의 선구자가 되었다.
이 직책을 통해 그는 제네바 근처의 부아롱(Voirons) 등정(1761년) 이후로 큰 열정을 품은 알프스 탐험에 전념할 수 있었다. 1775년 그는 피에르 아 베라르(Pierre à Bérard)에서 현재 일반적인 경로로 뷔에(Buet)(3,096m)를 처음 등정했으며, 그곳에서 샹트르의 테이블(Table au Chantre)로 알려진 크고 평평한 바위는 여전히 그의 기억을 보존하고 있다. 1784~1785년에 그는 몽블랑 등정(1786년까지 정복되지 않음)을 시도한 최초의 여행자였지만, 그때나 이후(1788년)에도 정상에 도달하는데 성공하지 못했다. 한편, 그는 잊혀진 제앙 계곡(Col du Géant, 3,371m) 위의 루트를 재개(1787)하고, 발레주와 베른고원 산맥 사이를 여행하기도 했다.
그는 루이 16세로부터 연금을 받았고, 제네바에서 그를 방문한 황제 요제프 2세에 의해 알프스 역사가로 명명되었다. 그의 마지막 샤모니 방문은 1812년이었다.

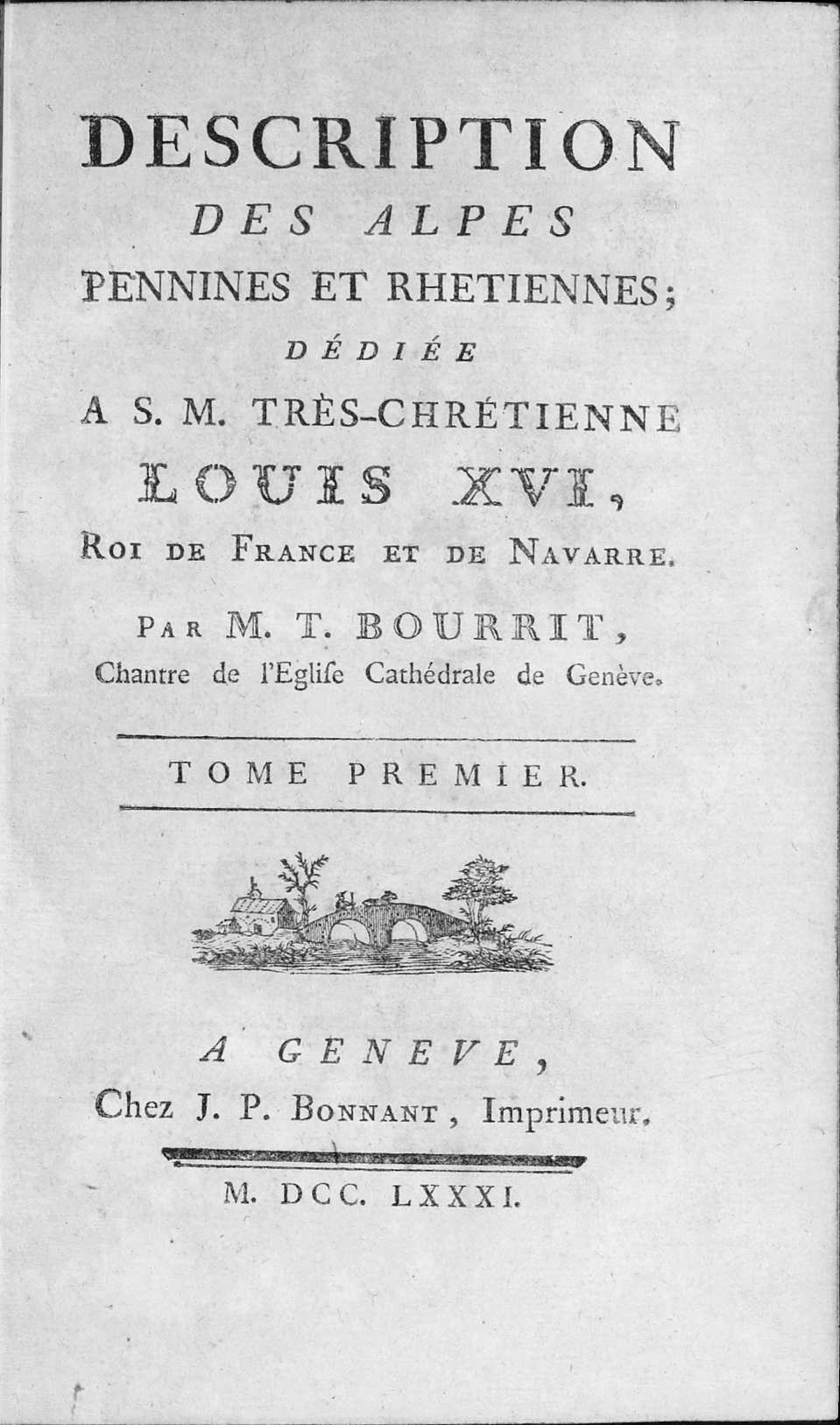
페나인 알프스와 래티셰 알프스 해설, 1781

부리의 글은 순진하고 감상적이며, 다소 호화로운 스타일로 구성되어 있지만, 과학 연구의 대상이 아니라 자연의 경이로움으로서 알프스에 대한 가장 열정적인 사랑에 숨을 불어넣었다.

## 작품
그의 주요 작품은 다음과 같다.
- 《사부아의 빙하 해설》(Description des glacières de Savoye, 1773년 영어 번역, 노리치, 1775–1776)
- 《페나인 알프스와 래티셰 알프스 해설》(Description des Alpes pennines et rétiennes, 2권. 1781년)
- 《알프스 산맥의 고개 또는 통로 해설》(Descriptions des cols ou passages des Alpes, 2권, 1803년)
- 《제네바, 로잔, 샤모니》(Genève, Lausanne et Chamouni, 1791년)

1791년에 처음 출판된 《제네바, 로잔, 샤모니》는 일생동안 여러 판을 거쳤다.